# Funiculaire de Sant Joan
Le funiculaire de Sant Joan est l'un des funiculaires de Montserrat conjointement avec le crémaillère de Montserrat et le funiculaire de la Santa Cova. Le funiculaire de Sant Joan a été construit en 1918 pour accéder à l'ermitage de Sant Joan, situé au sommet du massif et offrant une vue panoramique spectaculaire sur la montagne de Montserrat.

## Histoire
Le premier funiculaire de Sant Joan a été ouvert en 1918 et reliait l'abbaye de Montserrat à l'ermitage de Sant Joan (1 028 m). Le succès a conduit au fait qu’en 1926, un nouveau funiculaire de plus grande capacité a été fait. Le nouveau funiculaire avait la même disposition que le précédent, mais avec des cabines de plus grande capacité et un écartement métrique. En 1997, le funiculaire a été entièrement rénové, avec l’installation de véhicules modernes à toit panoramique.

## Caractéristiques techniques
La ligne fait 503 m de longueur pour un dénivelé de 248 m avec une pente maximale de 65,2 % et l'écartement des rails est de 1 000 mm. La ligne est à voie unique et possède une bouche d'évitement. Les trains sont composés de 2 voitures à traction électrique avec une capacité de 48 passagers par voiture et le trajet dure 6 minutes. Le câble transportant le funiculaire a un diamètre de 38 mm. Le funiculaire peut transporter 480 personnes par heure à une vitesse d'1,5 m/s. La station basse est située à 722 m d'altitude et la station haute est située à 970 m d'altitude,.

## Galerie de photographies

La pente atteint 65,2 %
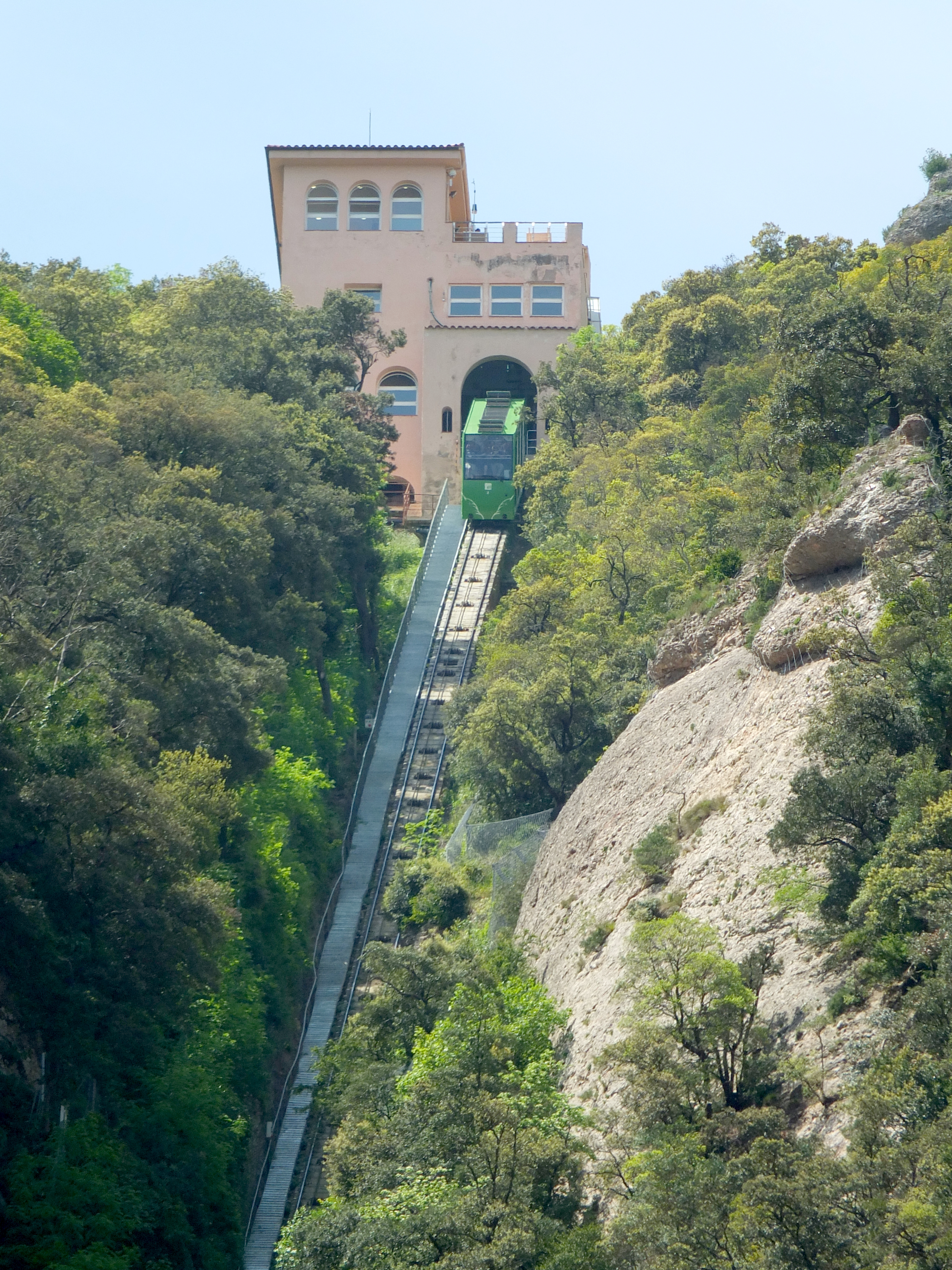
Gare supérieure du funiculaire
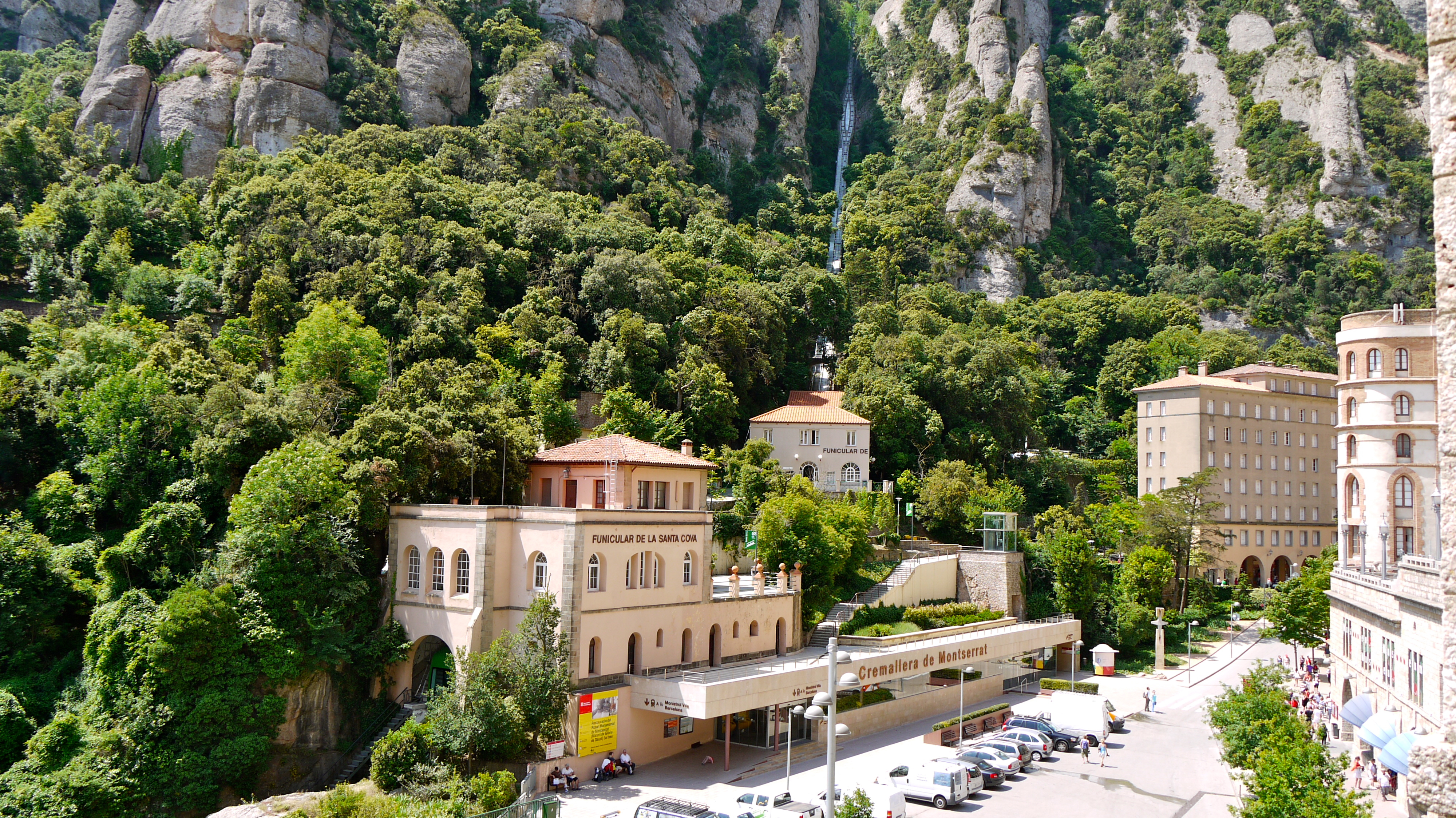
Gare inférieure du funiculaire